# Арабска музика
Арабска музика (на арабски: الموسيقى العربية) е музиката на арабския свят с всичките ѝ разнообразни музикални стилове и жанрове. Арабските страни имат много богати и разнообразни музикални стилове, както и много езикови диалекти, като всяка страна и регион има своя собствена фолклорна музика.
Арабската музика има дълга история на взаимодействие с много други регионални музикални стилове и жанрове. Тя представя музиката на всички народи, които днес съставляват арабския свят.

## История

### Предислямски период
Предислямска Арабия е люлката на много интелектуални постижения, включително музика, музикална теория и развитие на музикалните инструменти. В Йемен – главният център на предислямските арабски науки, литература и изкуства, музикантите се възползват от покровителството на кралете на Саба, които насърчават развитието на музиката. В продължение на много векове арабите от Хиджаз признават, че най-добрата истинска арабска музика идва от Йемен, а певците от народа Хадрами се смятат за най-добри. Предислямската музика на Арабския полуостров е подобна на музиката на Древния Близък Изток. Повечето историци са съгласни, че има различни форми на музика на Арабския полуостров в предислямския период между 5 и 7 век сл. н. е. Арабските поети от онова време, наричани шуара ал-Джахилия (на арабски : شعراء الجاهلية) или „джахили поети“, което означава „поетите от периода на невежеството“, рецитират стихотворения с високи нотки.
Смятало се, че джиновете разкриват стихове на поети и музика на музиканти. Хорът тогава служи като педагогическо съоръжение, където образованите поети рецитират свои стихове. Пеенето не се смята за работа на тези интелектуалци и вместо това е поверявано на жени с красиви гласове, които се научават как да свирят на някои инструменти, използвани по онова време, като барабан, лютня или рабаб, и да изпълняват песните, като зачитат поетичната метрика. Композициите са прости и всеки певец пее един макам (система от ладове, която е основно мелодична). Сред забележителните песни от периода са худа (от която произлиза гина), насб, санад и рукбани.

### Ранен ислямски период
Както композициите, така и импровизациите в традиционната арабска музика се основават на системата макам. Макамите могат да бъдат реализирани с вокална или инструментална музика и не включват ритмичен компонент.
Ал-Кинди (801 – 873 г. сл. н. е.) е забележителен ранен теоретик на арабската музика. Той се присъединява към няколко други като ал-Фараби в предложението за добавяне на импровизирана пета струна към уда. Публикува няколко трактата върху музикалната теория, включително космологичните конотации на музиката. Идентифицира дванадесет тона в арабската музикална скала въз основа на разположението на пръстите и струните на уда.
Абу ал-Фарадж ал-Исфахани (897 – 967) написва Kitab al-Aghani – енциклопедична колекция от поеми и песни, която обхваща над 20 тома в съвременни издания.
Ал-Фараби (872 – 950) написва забележителна книга за ислямската музика, озаглавена Kitab al-Musiqa al-Kabir („Велика книга на музиката“). Неговата чиста арабска тонална система все още се използва в арабската музика.
Ал-Газали (1059 – 1111) написва трактат за музиката в Персия, в който заявява: „Екстазът означава състояние, което идва от слушането на музика“.
През 1252 г. Сафи ал-Дин ал-Урмави разработва уникална форма на нотен запис, където ритмите са представени геометрично. Подобно геометрично представяне се появява в западния свят едва през 1987 г., когато Кйел Густафсон публикува метод за представяне на ритъм като двуизмерна графика.

#### Андалус
До 11 век Андалус става център за производството на инструменти. Те се разпространяват постепенно из цяла Франция, оказват влияние върху френските трубадури и в крайна сметка достигат до останалата част от Европа. Английските думи lute, rebec и naker произлизат от арабските уд, рабаб или от магребските rebab и naqareh.

### 16 – 19 век
Бартол Гюргевич (1506 – 1566) прекарва 13 години като роб в Османската империя. След като бяга, той публикува De Turcarum ritu et caermoniis в Амстердам през 1544 г. Това е една от първите европейски книги, които описват музиката в ислямското общество.

### 20 – 21 век
В началото на 20 век Египет е първата от поредица арабски страни, които преживяват внезапна поява на национализъм, тъй като стават независими след 2000 години чуждо управление. Всички английски, френски или европейски песни са заменени от националната египетска музика. Кайро се превръща в център за музикални иновации.
Певиците са едни от първите, които възприемат светски подход. Египетската изпълнителка Ум Кулсум и ливанският певец Фейруз са забележителни примери за това. И двамата са популярни през следващите десетилетия и са смятани за легенди на арабската музика. От другата страна на Средиземно море мароканската певица Зохра Ал Фасия е първата жена изпълнителка, постигнала широка популярност в региона на Магреб, изпълнявайки традиционни арабски андалуски народни песни и по-късно записвайки многобройни албуми.
През 1940-те и 1960-те години арабската музика започва да придобива по-западен тон: египетските изпълнители Ум Кулсум и Абдел Халиф Хафез заедно с композиторите Нохамед Абдел Уахаб и Балиг Хамди са пионери в използването на западни инструменти в египетската музика. До 70-те години няколко други певци последват примера им и се ражда направлението на арабския поп. Арабската поп музика обикновено се състои от песни в западен стил с арабски инструменти и текстове. Мелодиите често са смесица между източни и западни. Започвайки от средата на 80-те години, Лидия Канаан, музикален пионер, широко смятана за първата рок звезда на Близкия Изток, смесва английски текстове и западен звук с близкоизточни четвърттонове и микротонове и става първата международно успешна ливанска изпълнителка.
Западната поп музика също е повлияна от арабската музика в началото на 60-те години, което води до развитието на сърф музиката – рок музикален жанр, който по-късно дава началото на гаражния рок и пънк рока. Пионерът на сърф рока Дик Дейл – американски китарист от ливански произход, е силно повлиян от арабската музика, която научава от своя чичо, особено от мелодиите и уменията на уд, които по-късно прилага при свиренето на електрическа китара, когато записва сърф рок в началото на 60-те години.
Балиг Хамди, който създава и композира много хитови песни за няколко арабски певци, често казва, че е черпил от музикални идеи и естетика в египетските народни мелодии и ритми при композирането на своите песни. Той също така черпи идеи, които витаят в съвременната музика на неговото време. Звукът му има класически привкус поради интензивното използване на струнния оркестър. Но той също използва някои електронни клавиатури и китари в хармония със струните или редуващи се със струните в много песни. Най-добрите му произведения са публикувани като записи на певци като Ум Кулсум, Абдел Халим Хафез, Шадия, Лейла Мурад, Нагат Ел-Сагеера, Файза Ахмед, Варда Ал-Джзазаирия (за която е женен в продължение на десетилетие), Сабах и други певци. Той също си сътрудничи с легендарната певица Азиза Джалал, която рекламира нейните песни Mestaniak и Haramt El Hob Alaya като една от най-добрите арабски песни през 80-те години.
През 90-те години няколко арабски изпълнители възприемат такъв стил, включително Амър Диаб, Мустафа Амар, Нажуа Карам, Елиса, Науал Ал Зогби, Нанси Ажрам, Хайфа Вахби, Ангам, Фадел Шакер, Маджида Ел Руми, Ваел Кфури, Асалах Насри, Мириам Фарес, Карол Самаха, Яра, Самира Саид, Хишам Абас, Кадим Ал Сахир, Ехаб Тауфик, Мохамед Фуад, Диана Хадад, Мохамед Мунир, Латифа, Чеб Халед, Жорж Уасуф, Хаким, Фарес Карам, Джулия Бутрос и Амал Хиджази. Поради многообразието на Ирак и дългата ѝ история страната обхваща музиката на редица етнически групи и музикални жанрове. През 1936 г. е създадено иракското радио от двама от най-известните изпълнители и композитори в Ирак – иракските еврейски музиканти Салех и Дауд ал-Кувейти с ансамбъл (с изключение на перкусионист). Братята имат пионерска роля в съвременната музика на Ирак. Салех е смятан за бащата на иракския макам, тъй като е пионерът на първата му песен. Той също така композира за най-известните певци от онази епоха в Ирак и в арабския свят, като Салима Мурад, Афифа Искандар, Назем ал-Газали, Ум Кулсум, Мохамед Абдел Уахаб.
Една от основните причини за преобладаването на еврейските инструменталисти в иракската музика в началото на 20 век е известното училище за слепи еврейски деца в Багдад, което е основано в края на 20-те години на 20 век от великия свирач на канун Юсуф За'арур.
Салима Паша е една от най-известните певици от 30-те и 40-те години. Уважението и обожанието към Паша са необичайни по онова време, тъй като публичното представяне на жени се смята за срамно в някои страни в региона и повечето певици са набирани от бордеи.
Музиката в Ирак започва да придобива по-западен тон през 1960-те и 1970-те години, по-специално от Илхам Мадфай, с неговия стил на западна китара с традиционна иракска музика, което го прави популярен изпълнител в родната му страна и в целия Близък Изток.

## Влияние на арабската музика
По-голямата част от музикалните инструменти, използвани в европейската средновековна и класическа музика, имат корени в арабските музикални инструменти, които са възприети от средновековния арабски свят. Те включват лютня, която споделя предшественик с уд, ребек (предшественик на цигулката) от рабаб, китара от китара, накер от накарех, адуфе от ал-дуф, албока от ал-бук, анафил от ал-нафир, ексабеба (вид флейта) от ал-шаббаба, атабал (вид бас барабан) от ал-табл, атамбал от ал-тинбал, балабан, кастанети от касатан и сонахас де азофар от сунудж ал-суфр.
Арабският рабаб, известен също като цигулка с шипове, е най-ранният известен лъков струнен инструмент и предшественик на всички европейски лъкови инструменти, включително ребек, византийска лира и цигулка. Арабският уд в арабската музика споделя предшественик с европейската лютня. Удът също се цитира като предшественик на съвременната китара. Китарата има корени в четириструнния уд, донесен в Иберия от маврите през 8 век. Пряк предшественик на съвременната китара е на латински: guitarra morisca (мавританска китара), която се използва в Испания до 12 век. До 14 век тя е просто наричана китара.
Редица средновековни инструменти с коничен отвор вероятно са въведени или популяризирани от арабски музиканти, включително кселами (от зулами).
Някои учени смятат, че трубадурите може да са имали арабски произход, като Магда Богин заявява, че арабската поетична и музикална традиция е едно от няколкото влияния върху европейската придворна любовна поезия. Еварист Леви-Провансал и други учени заявяват, че три реда от стихотворение на Гийом дьо Поатие са в някаква форма на арабски, което показва потенциален андалуски произход на неговите произведения. Учените се опитват да преведат въпросните редове и правят различни преводи. Медиевистът Ищван Франк твърди, че редовете изобщо не са арабски, а вместо това са резултат от пренаписването на оригинала от по-късен писар. Теорията, че традицията на трубадурите е създадена от Гийом дьо Поатие след неговия опит с мавританските изкуства, докато се бие с Реконкистата в Испания, е подкрепена от Рамон Менендес Пидал и Идриес Шах. Джордж Т. Бийч заявява, че има само една документирана битка, която той води в Испания, и тя се е случила към края на живота му. Бийч добавя, че Гийом и баща му наистина са имали испанци в разширеното си семейство и че макар да няма доказателства, че самият той е знаел арабски, той може да е бил приятелски настроен с някои европейци, които могат да говорят езика. Други заявяват, че идеята, че Гийом е създал концепцията за трубадурите, сама по себе си е неправилна и че неговите песни представляват не началото на традиция, а върхове на постижение в тази традиция.
Повечето учени смятат, че нотната система на Гуидо д'Арецо Солфеж води началото си от латински химн, но други предполагат, че вместо това може да има арабски произход. Твърди се, че сричките на солфежа (до, ре, ми, фа, сол, ла, ти) може да са получени от сричките на арабска система за солмизация Durr-i-Mufassal („Разделени перли“) (дал, ра, мим, фа, сад, лам). Това е предложено за първи път от Менински в неговия Thesaurus Linguarum Orientalum (1680). Въпреки това няма документални доказателства за тази теория и не е известно да съществуват арабски музикални ръкописи, използващи последователности от арабската азбука. Хенри Джордж Фармър вярва, че няма категорични доказателства за произхода на нотния запис и следователно теорията за арабския произход и теориите за произхода на химните са еднакво достоверни.

## Импровизационата музика в арабския свят
Етномузикологът Али Джихад Рейси говори за импровизационния стил на музиката, който присъства в голяма част от арабския свят. Рейси обсъжда регионалните нагласи към импровизационната музика в Близкия Изток, като описва, че импровизацията може да предполага случайно или необучено или дори непрофесионално правене на музика. Това се поддържа само от определени общности в рамките на арабския свят и може да се различава за всеки регион или общност. Някои региони гледат на импровизационната музика като на интуитивната артистична способност, която моментално изразява усещането на изпълнителя. Други групи са склонни да гледат на импровизацията като на изпълнение на музика, надхвърляща класическия стил Макам или други стилове на изпълнение на музика. Други школи за импровизационна музика в арабския свят смятат, че импровизационната музика показва липса на разбиране в музикалното обучение. Рейси не уточнява кои групи какви възгледи имат. По-скоро дискусията е по-фокусирана върху идеята, че арабският музикален свят не е монолитен в своя възглед за импровизацията в музиката. Други групи гледат на импровизацията като на научаване само чрез проба и грешка, отнемащи много години, за да се усъвършенства, като по този начин е стил на професионалисти.

### Таксим
Уважавана традиция в импровизационната музика е известна като Таксим. Музиката Таксим използва макам и импровизира формата или структурата на песента, което създава катарзисно изживяване за слушателя. Освен това аспектите на импровизацията надхвърлят формата и се изразяват в четвърттоновете на песента. Тази традиция исторически се е изпълнявала като песнопение. Сега се използва от изпълнители на уд, цигулка или ней (вид флейта). Този стил на импровизация е известен с ефектите, които може да предизвика у слушателя. Слушателите могат да се смеят, да плачат и да викат в различни моменти от изпълнението поради емоциите, предизвикани от музиката.

### Импровизация в пеенето
- Определен тип арабско песнопение е в мелизматичния стил и е едновременно дълго и силно орнаментирано.[49] В структурата му има специфични елементи на свободен ритъм и импровизация. Сричковото пеене е изохронно и е придружено от ал-дурбке (перкусионен инструмент или барабан), като същевременно е сравнително бързо по своята същност.[49] Обикновено има участие от страна на слушателите, които допринасят чрез пляскане с ръце към ритъма.[49]
- Етномузикологът Джарги разказва за друг вид импровизационна музика, в която използва името Медиана[49]. Тази музика е комбинация от сричково песнопение и мелизматичен стил. Средната импровизационна музика използва по-екстремни методи за импровизация и разширява границите на импровизацията и обикновено е по-бърза от сричковото пеене.[49]
- Последният стил на импровизация, обсъден от Джарги, е речитативният стил, който се пее предимно от жени и е изграден върху слуховата традиция.[49]

## Жанрове

### Френско-арабски жанр
Френско-арабската музика е форма на музика, която е подобна на съвременния арабски поп. Жанрът е популяризиран от изпълнители като Далида от Египет, Сами Кларк от Ливан и Алдо от Австралия. Френско-арабската музика включва различни езици, включително арабски, италиански, френски, арабски и английски.

### Арабски ритъм енд блус, реге и хип-хоп
Възходът на арабския ритъм енд блус, реге и хип-хоп се наблюдава от началото на 2010 г. Тези песни обикновено включват рапър в традиционна арабска поп песен (като песента на Ищар „Habibi Sawah“). Мароканската певица Елам Джей разработва съвременна версия на жанра Гнауа, която е слята с ритъм енд блус, наречена Gnawitone Styla. Друга вариация на съвременната Гнауа, свирена в Мароко, е представена от групата Дарга. Базирана в Казабланка, групата използва микс между Гнауа и Реге в някои от своите песни.
Изпълнители на политическо реге като TootArd от окупираните сирийски Голански възвишения започват да набират популярност в Палестина през 2011 г. след издаването на песен за Арабската пролет (главно Тунизийската революция), наречена „Зелената революция“. Тя е изпята от тях и ансамбъл от палестински изпълнители, най-забележителният сред които е Махмуд Джрере от палестинската хип-хоп група DAM. Друга забележителна арабска изпълнителка е Шадия Мансур, която е палестинско-британска рапърка, известен като „първата дама на арабския хип-хоп“. Голяма част от нейната музика се фокусира върху палестинската кауза.
Започвайки през 2010 г., някои изпълнители като Дарин започват да използват изцяло ритъм едн блус и реге ритми в своите песни. Това е посрещнато със смесени отзиви и смесено търговско представяне.

### Арабска електронна денс музика
Електронната денс музика е друг жанр, който става известен в арабската музика. Песните в този жанр съчетават електронни музикални инструменти с традиционни инструменти от Близкия Изток. Изпълнители като Ричии популяризират този стил с песни като "Ana Lubnaneyoun".

### Арабски джаз
Друга популярна форма на Запада среща Изтока е арабският джаз, който е популярен, с много песни, използващи джаз инструменти. Ранните влияния на джаза започват с използването на саксофон от музиканти като Самир Суроор в „ориенталски“ стил. Използването на саксофона по този начин може да се намери в песните на Абдел Халим Хафез, както и в Кадим Ал Сахир и Рида Ал Абдалах днес. Първите основни джаз елементи са включени в арабската музика от братята Рахбани. По-късното творчество на Фейруз се състои почти изключително от джаз песни, композирани от нейния син Зиад Рахбани. Зиад Рахбани също е пионер на днешното ориенталско джаз движение, към което се придържат певци, включително Рима Кхчеич, Салма Ел Мосфи и (понякога) Латифа. Може също да се намери много джаз музика в песните на Мохамед Мунир, започвайки от първия му албум Alemony Eneeki през 1977 г., и той се смята за краля на арабския джаз и арабската музика като цяло. Друг забележителен изпълнител на този жанр е палестинската певица Реем Келани. Джаз с арабска музика, както в собствените му композиции, така и в неговите аранжименти на традиционни песни.
Арабският джаз се срещна с много нови видове композиция от края на 20 век:
- Модални форми с Ануар Брахем и Рабих Абу Халил
- Смесени електрически звукови изживявания с Дафер Юсеф и Камал Мусаллам
- Нови поп джаз стилове с Тити Робин и Туфик Фарук
- Други акустични младежки преживявания с Хамди Махлуф, Амине и Хамза М'раихи и Джасер Хадж Юсеф

### Арабски рок
През годините има много арабски рок групи, които съчетават рок, хевиметъл и алтернативен рок с традиционни арабски инструменти.
Арабският рок привлича вниманието в Близкия Изток от началото на 2000 г. с групи като Tanjaret Daghet, JadaL, Kayan, Аутострад, El Morabba3, Ахер Зафир, Уонтън Бишъпс, Машру Лейла, Адонис и Меен, Кайроки, Масар Егбари, Сахара, Wyvern, Картун Килърз, Халас, Chaos и Акрасикауда, всичките набиращи популярност.
Напоследък има нова вълна от групи, които се появяват в ъндърграунд сцената в арабския свят. Те включват Шагаф, Khayal, Sada That, Code Masr и Hawas от Египет и Ayloul от Ливан.

## Музикални региони
Светът на съвременната арабска музика отдавна е доминиран от музикалните тенденции, възникнали от Кайро, Египет. Градът обикновено се смята за един от важните културни центрове в арабския свят. Иновациите в популярната музика чрез влиянието на други регионални стилове също изобилстват от Мароко до Саудитска Арабия. През последните години Бейрут се превръща във важен град, където певците могат свободно да пеят на различни арабски диалекти. Други регионални стилове, които са се радвали на популярна музика в целия арабски свят, включително:

### Северна Африка
- Ал Джеел (Египет)
- Шааби (Египет)
- Мауал (Египет)
- Семсемия (Египет)
- Андалуска класическа музика (Мароко и Алжир) и Тунис
- Малуф (Либия)
- Малхун (Алжир)
- Чааби (Алжир)
- Чааби (Мароко)
- Гнауа (Мароко и югозападната част на Алжир)
- Хакиба
- Малхун (Мароко)
- Мезвед (Тунис)
- Раи (Алжир)
- Сана (Алжир)
- Ма'луф (Алжир)
- Бедуи (Алжир)

### Арабски полуостров
- Адани
- Ардах
- Ардам
- Бандари Халиджи
- Даза
- Фан ат-Танбура
- Фиджири
- Хабайти
- Халиджи
- Хувизани
- Лиуа
- Мизмар
- М'алая
- Румба Халиджи
- Самри
- Саут
- Шааби Халиджи
- Янбаауи
- Яула
- Зафа Халиджи

## Духовна и художествена музика

### Свещена музика
Арабската религиозна музика включва еврейска (Пизмоним и Бакашот), християнска и ислямска музика. Въпреки това, ислямската музика, включително Таджвид или рецитирането на четения от Корана, е структурно еквивалентна на арабската светска музика, докато християнската арабска музика е повлияна от сирийската православна, католическата, гръцката православна, англиканската, коптската и маронитската църковна музика.

### Художествена музика
Жанровете за художествена музика включват Макам ал-Ираки, Андалусийска нуба, Мувашшах, фиджирски песни, Касида, Лаяли, Маувал, Таксим, Башраф, Сама'и, Тахмила, Дулаб, Саут и Лиуа.

## Характеристики на арабската музика
Голяма част от арабската музика се характеризира с акцент върху мелодията и ритъма, за разлика от Хармонията. Има някои жанрове на арабската музика, които са полифонични, но обикновено арабската музика е хомофонична.
Хабиб Хасан Тума твърди, че има пет компонента, които характеризират арабската музика:
1. Арабската тонална система: система за музикална настройка, която разчита на специфични интервални структури и е изобретена от Ал-Фараби през 10 век[57]
2. Ритмично-времеви структури, които произвеждат богато разнообразие от ритмични модели, известни като awzan или „тежест“, които се използват за съпровождане на измерени вокални и инструментални жанрове, за акцентиране или за придаване на форма.
3. Редица музикални инструменти, които се срещат в целия арабски свят, представляват стандартизирана тонова система, свирят се с общо стандартизирани техники за изпълнение и показват подобни детайли в конструкцията и дизайна.
4. Специфични социални контексти, които произвеждат подкатегории на арабска музика или музикални жанрове, които могат да бъдат широко класифицирани като градски (музика на жителите на града), селски (музика на жителите на провинцията) или бедуини (музика на жителите на пустинята)
5. Арабски музикален манталитет, „отговорен за естетическата хомогенност на тонално-пространствените и ритмично-времевите структури в целия арабски свят, независимо дали са композирани или импровизирани, инструментални или вокални, светски или свещени“.

### Система Макам
Основата на арабската музика е Макам (мн. ч. макам'ат), който прилича на лада, но не е съвсем същият. Тоничната нота, доминантната нота и крайната нота (освен ако не се появи модулация) обикновено се определят от използвания макам. Арабската теория за макам-а, както е описана в литературата през вековете, назовава между 90 и 110 макама, които са групирани в по-големи категории, известни като фасилах. Фасилах са групи от маками, чиито първи четири основни височини са общи.

#### Аджанас
Макамът се състои от най-малко две аджани или сегменти от гамата. Аджнас е формата за множествено число на джинс, която на арабски идва от латинската дума genus, което означава „вид“. На практика джинс е или трихорд (три ноти), тетрахорд (четири ноти) или пентахорд (пет ноти). Макам обикновено обхваща само една октава (обикновено две аджани), но може да покрие и повече. Подобно на мелодичната минорна гама, няко макамати използват различни аджанас при слизане и изкачване. Поради непрекъснатите иновации и появата на нови аджанас и тъй като повечето музикални учени не са постигнали консенсус по темата, солидна цифра за общия брой на използваните аджни не е сигурна. На практика обаче повечето музиканти биха се съгласили, че има поне осем основни аджанас: rast, bayat, sikah, hijaz, saba, kurd, nahawand и ajam, както и често използвани варианти като nakriz, athar kurd, sikah beladi, saba zamzama. Например, Mukhalif е рядко семейство аджанас (в Сика), използвано почти изключително в Ирак и не се използва в комбинация с други аджанас.

### Микротонове
За разлика от традицията на западната музика, арабската музика съдържа микротонове, които са ноти, които се намират между нотите в западната хроматична гама. Докато нотите в хроматичната гама са разделени от полутонове (или половин стъпки), нотите в арабската музика могат да бъдат разделени от четвърттон. В някои третирания на теорията трябва да съществува гамата на четвърттона или всичките двадесет и четири тона, но според Юсуф Шауки (1969) на практика се използват по-малко тонове.
Освен това, през 1932 г. на Конгреса на арабската музика в Кайро, на който присъстват такива западни светила като Бела Барток и Хенри Джордж Фармър, са направени експерименти, които категорично установяват, че нотите в действителна употреба се различават значително от равномерните темперирана 24-тонова гама. Освен това интонацията на много от тези ноти се различава леко в различните региони (Египет, Турция, Сирия, Ирак).

#### Регионални гами
В резултат на тези констатации е издадена следната препоръка: „Темперираната гама и естествената гама трябва да бъдат отхвърлени. В Египет трябва да се запази египетската гама със стойностите, които са измерени с цялата възможна точност. Турската, Сирийските и иракските гами трябва да останат това, което са...“ Както в съвременната практика, така и очевидно в записаната музика през миналия век, няколко различно настроени E между E-flat и E-натурално използват естествени от западната хроматична скала, които варират в зависимост от използваните видове маками и аджанас и региона, в който се използват.

#### Практическо третиране
Музиканти и учители наричат тези междинни ноти като Четвърттонове, използвайки „полубемол“ или „полудиез“ като обозначение за междинните белези и диези, за улеснение на номенклатурата. Изпълнението и преподаването на точните стойности на интонацията във всеки джинс или макам обикновено се извършва на ухо. Трябва също така да се добави, във връзка с коментара на Хабиб Хасан Тума по-горе, че тези четвърттонове не се използват навсякъде в макама: на практика арабската музика не модулира до 12 различни тонични области като добре темперираното пиано. Най-често използваните четвърттонове са на E (между E и E ♭), A, B, D, F (между F и F ♯) и C.

### Вокални традиции
Арабската класическа музика е известна със своите прочути виртуозни певци, които пеят дълги, сложно орнаментирани, мелизматични мелодии, колоратури, нечувани в други музикални жанрове, и са известни с това, че карат публиката да изпада в екстаз. Традициите ѝ идват от предислямските времена, когато пеещите робини са забавлявали богатите, вдъхновявали воини на бойното поле със своята раджаз поезия и са изпълнявали на сватби. Голям брой арабски вокалистки са мецосопрани, които култивират по-тъмни и по-богати тонове от обикновените сопранови гласове.

### Инструменти и ансамбли
Прототипният арабски музикален ансамбъл в Египет и Сирия е известен като тахт и включва (или е включвал в различни периоди от време) инструменти като уд, канун, рабаб, ней, цигулка (въведена през 1840-те или 50-те години), рик и думбек. В Ирак традиционният ансамбъл, известен като чалги, включва само два мелодични инструмента – джовза (подобен на рабаб, но с четири струни) и сантур – придружени от рик и думбек. Арабският свят е включил инструменти от Запада, включително електрическа китара, виолончело, контрабас и обой, както и влияния от джаза и други чужди музикални стилове.
Певците обаче остават звездите, особено след развитието на звукозаписната и филмовата индустрия през 20-те години на 20 век в Кайро. Тези певчески знаменитости са (или са били) най-големите звезди в арабската класическа музика: Фарид ал-Атраш, Асмахан, Абдел Халим Хафез, Сайед Даруиш, Мохамед Абдел Уахаб, Варда Ал Джазайрия, Уадих Ел Сафи, Фейруз, Сабах и Ум Кулсум.

## Изследване и документиране на арабската музика
Въпреки че музикалните традиции в арабския свят са били предавани устно, арабските учени Ал-Кинди, Абу ал-Фарадж ал-Исфахани или Ал-Фараби и по-късно Сафи ал-Дин публикуват трактати за арабска музика най-малко от 9 век сл. н. е. През 1932 г. в Кайро се провежда първият Конгрес на арабската музика, където се представят стипендии за миналото, настоящето и бъдещето на арабската музика както от западни, така и от арабски експерти. Резултатите по-късно са документирани, както писмено, така и под формата на аудио записи.
Изследванията върху арабската музика са във фокуса на отделите по етномузикология в университетите по целия свят и глобалният интерес към световната музика довежда до нарастващ брой проучвания и преиздания на исторически записи от независими изследователи или частни компании.
Използвайки цифрови архиви за текстове, картини и звуци, подробна информация за историята на арабската музика също е достъпна в интернет. Ливанската фондация AMMAR напр. се ангажира със запазването и разпространението на традиционната арабска музика и публикува множество исторически документи.